# كويزي

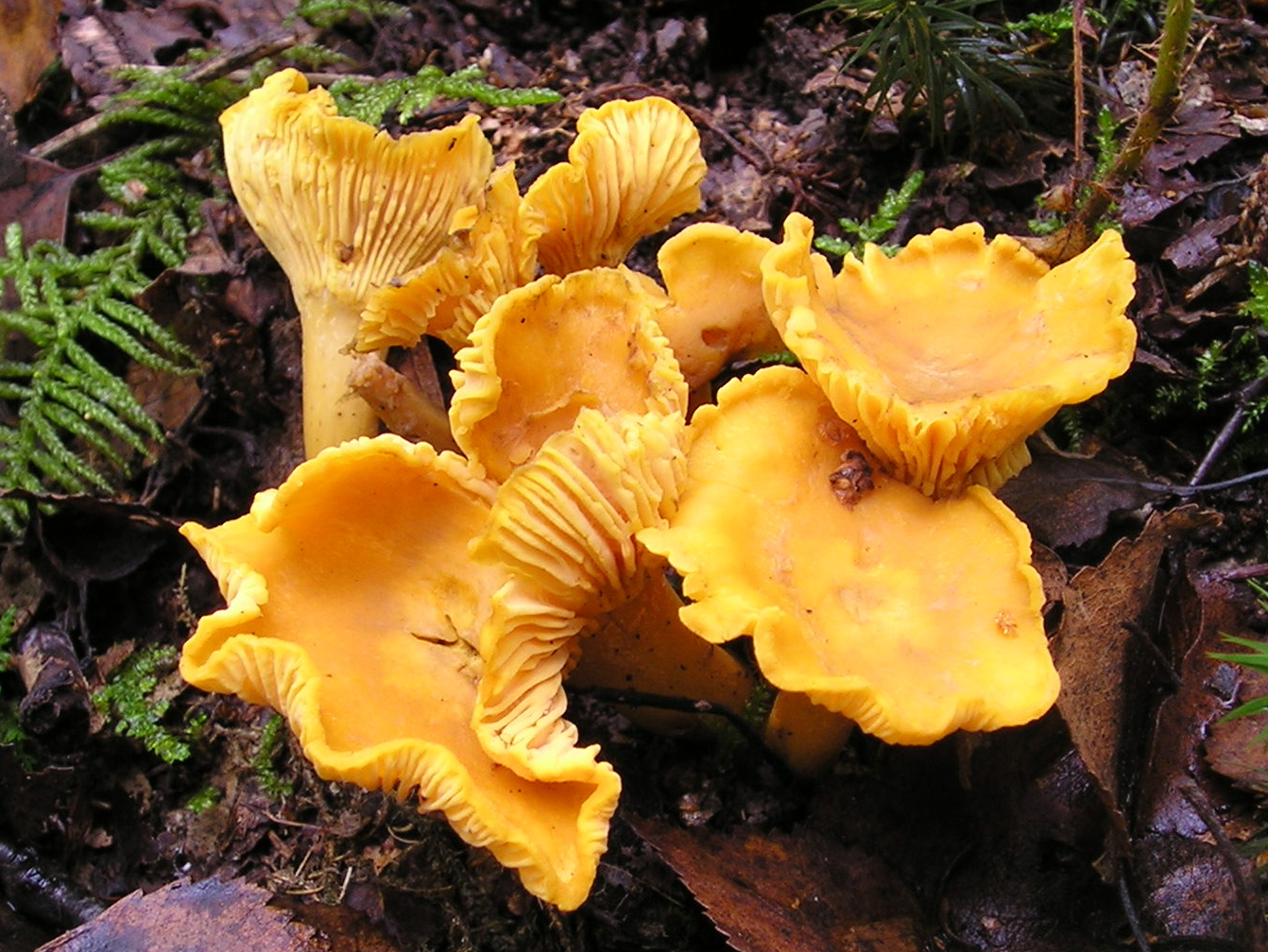
الكويز المعروف أكثر أنواع الكويز شعبية

قَوْقَع أو الإنائية أو كُوَيْزِي أو كانثاريللاس (الاسم العلمي: Cantharellus) هو جنس من الفطريات يتبع فصيلة الكويزية من رتبة الكويزيات.

## التسمية
(الاسم العلمي: Cantharellus) يعني كوز صغير (بالإنجليزية: Tankard)‏. ومن هنا جاءت التسمية «كُوَيْزي» نسبة إلى تصغير كلمة كوز.[بحاجة لمصدر]

## معلومات
وهو جنس يتكون من عدة أنواع من الجذريات الفطرية الصالحة للأكل، ومن أكثر أنواع الفطريات التي تستخدم في الطبخ، إلا أنه من الصعب حصده. يحمل فطر الشانتريل شبهاً كبيراً ببعض الفطريات السامة، مثل جاك أو لانترن، لذا، يجب توخي الحذر أثناء البحث عن هذا النوع في البرية، وينتشر في أستراليا، آسيا، أوروبا، وأمريكا الشمالية. نقلت بعض أنواع الشانتيريل من هذا الجنس وتصنيفها في جنس البوقيات السوداء القريبة من الشانتيريلات. وينمو هذا الفطر على أشجار معينة، وقد ربط بينه وبين الأشجار الصنوبرية، وأشجار البلوط في ولاية كاليفورنيا.
قد يستخدم اسم الشانتيريل بشكل عام للتعريف بنوع واحد فقط، هو الشانتيريل الذهبي، نظراً لكثرة استخدام وانتشار هذا النوع. للشانتيريل الذهبي غطاء قمعي الشكل، وخياشيم بارزة على الوجه الخارجي من الغطاء، يمتد على شكل خيوط حتى الساق. للشانتيريل الذهبي أيضاً رائحة شبيهة بالفواكه، وطعم بهاري لطيف، ويعتبر من أجود أنواع الفطر الصالح للأكل وأكثرها رقة، والذي يدخل في تحضير أنواع متعددة من الأطباق. يدخل ضمن هذا الجنس أيضاً أنواع شبيهة بالشانتيريل الذهبي، والتي قد تختلف في لونها أو ملمسها، مثل الشانتيريل الأبيض.

## أنواع شبيهة سامة
هناك نوع من أنواع الفطر المسمى بالشانتيريل الزائف، الشبيه بالشانتيريل رغم أنه لا ينتمي لهذا الجنس، وهو يعتبر من الفطريات غير الصالحة للأكل، إما لطعمه غير المقبول، أو لسميته. لهذا النوع من الفطريات غطاء أدكن، وخياشيم أكثر نعومة ذات لون برتقالي أقوى. أما بالنسبة لجاك أو لانترن السام، فله خصائص مميزة يمكن من خلالها التفريق بين النوعين، فهو قادر على تكوين الضوء وبعثه، ولهُ خياشيم حقيقية رقيقة أو ضعيفة، بخلاف الشانتيريل.